# خوسه آنتونیو مومنیه
خوسه آنتونیو مومنیه (اسپانیایی: José Antonio Momeñe‎; ۱۵ اوت ۱۹۴۰ – ۲۳ دسامبر ۲۰۱۰) دوچرخه‌سوار اهل اسپانیا بود. وی در بازی‌های المپیک تابستانی ۱۹۶۰ شرکت کرده است.